# Мусанго, Жереми Обуне
Жереми Обуне Мусанго (фр. Jeremie Obounet Moussango; род. 17 августа 2002, Либревиль) — габонский футболист, полузащитник национальной сборной Габона. 

## Карьера

### «Слуцк»
Воспитанник футбольной академии габонского клуба «Мунана», в котором в 2019 году стал выступать за основную команду. В 2020 году перешёл в габонский клуб «Пеликан». В конце января 2022 года на правах свободного агента присоединился к белорусскому клубу «Слуцк», подписав контракт до конца сезона. Дебютировал за клуб 27 мая 2022 года в матче против «Гомеля», выйдя на замену на 63 минуте. Дебютным забитым голом за клуб отличился 6 августа 2022 года в матче против «Ислочи». По итогу сезона вместе с клубом завершил чемпионат на итоговом одиннадцатом месте в турнирной таблице. На протяжении сезона выступал за клуб в роли одного из основных игроков, отличившись 2 забитыми голами и результативной передачей. В декабре 2022 года по окончании срока действия контракта покинул клуб.

### «Диошдьёр»

#### Первые сезоны
Я январе 2023 года на правах свободного агента присоединился к венгерскому клубу «Диошдьёр». Дебютировал за клуб 20 февраля 2023 года в матче против клуба «Печ», выйдя на замену на 92 минуте. Дебютными забитыми голами за клуб отличился 6 марта 2023 года в матче против клуба «Дьирмот», оформив дубль. По итогу сезона вместе с клубом стал победителем чемпионата, получив прямое повышение в элитный дивизион. На протяжении сезона выступал за венгерский клуб в роли одного из основных игроков, отличившись 4 забитыми голами и результативной передачей. Новый сезон начал 29 июля 2023 года с дебютного матча в венгерском чемпионате против клуба «Академия Пушкаша», выйдя на поле в стартовом составе. Однако первую половину сезона преимущественно провёл на скамейке запасных, результативными действиями не отличившись.

#### Аренда в «Кошице»
В январе 2024 года на правах арендного соглашения перешёл в словацкий клуб «Кошице» до конца сезона. Дебютировал за клуб 3 февраля 2024 года в матче Кубка Словакии против трнавского «Спартака», выйдя на поле в стартовом составе. Дебютный матч в чемпионате сыграл 11 февраля 2024 года против клуба «Тренчин», выйдя на поле в стартовом составе. По итогу основной части чемпионата вместе с клубом отправились в раунд на выбывание, заняв итоговое десятое место. Первым результативным действием за клуб отличился 18 мая 2024 года в матче против клуба «Земплин», отдав голевую передачу. По итогу этапа на выбывание вместе с клубом смогли сохранить прописку в чемпионате. На протяжении сезона выступал за клуб в роли одного из основных игроков, отличившись своей единственной результативной передачей. По окончании срока арендного соглашения покинул словацкий клуб. Также в скором времени покинул и венгерский клуб «Диошдьёр».

### «Антекера»

#### Сезон 2024/25 (аренда в «Рекреативо»)
В июле 2024 года на правах арендного соглашения присоединился к испанскому клубу «Антекера», подписав контракт до конца сезона. Начинал сезон на скамейке запасных. Дебютировал за клуб  22 сентября 2024 года в матче против клуба «Севилья Атлетико», выйдя на замену на 57 минуте. Однако закрепиться в основной команде клуба у него не получилось и в январе 2025 года на правах арендного соглашения до конца сезона присоединился к испанскому клубу «Рекреативо», соглашение с которым было рассчитано до конца сезона. Дебютировал за клуб 19 января 2025 года в матче против клуба «Херес», выйдя на замену на 58 минуте. Первым результативным действием за клуб отличился 23 февраля 2025 года в матче против клуба «Минера», отдав голевую передачу. По итогу сезона вместе с клубом завершил чемпионат на итоговом предпоследнем месте. На протяжении сезона выступал за клуб в роли одного из основных игроков, отличившись своей единственной голевой передачей. По окончании срока арендного соглашения покинул клуб и вскоре получил статус свободного агента.

## Международная карьера
Принимал участие в матчах молодёжной сборной Габона до 23 лет. В октябре 2023 года получил вызов в национальную сборную Габона. Дебютировал за сборную 17 октября 2023 года в товарищеском матче против сборной Гвинеи, выйдя на замену на 83 минуте.

## Достижения
«Диошдьёр»
- Победитель Национального чемпионата II: 2022/23